# Amegilla grayella
Amegilla grayella är en biart som först beskrevs av Rayment 1944.  Amegilla grayella ingår i släktet Amegilla och familjen långtungebin. Inga underarter finns listade i Catalogue of Life.